# Lionel Zouma
Lionel Zouma (Lyon, 10. rujna 1993.) francuski je nogometaš koji trenutačno igra za grčki Asteras iz Tripolija. Ima mlađeg brata Kurta, koji je također profesionalni nogometaš.

## Klupska karijera

### Sochaux
Prije dolaska u Sochaux, Zouma je igrao u manjem klubu iz rodnoga grada, Vaulx-en-Velinu. U Ligue 1 debitirao je 16. listopada 2011. protiv Valenciennesa i od tada je sakupio još tri profesionalna nastupa.